# Síndrome de la cabeza explosiva
El síndrome de la cabeza explosiva (en inglés, exploding head syndrome) es un raro trastorno del sueño registrado por primera vez por un médico británico en 1988 en el que el paciente siente ocasionalmente un sonido extremadamente fuerte, generalmente descrito como un zumbido o estruendo, como si procediera de su propia cabeza. A pesar de ser percibido como un sonido tremendamente potente, muy rara vez es acompañado por dolor. Los ataques con frecuencia ocurren mientras se trata de conciliar el sueño y suelen incrementarse y decrecer en frecuencia con el tiempo: varios ataques pueden ocurrir en espacio de pocos días, seguidos por meses de receso. Los pacientes a menudo sienten una sensación de terror, ansiedad e impotencia después de un ataque, junto con un elevado ritmo cardíaco. Los ataques también son acompañados en ocasiones por flashes luminosos, sensación de hormigueo en todo el cuerpo o dificultad para respirar. 

## Etiología
La causa del síndrome de la cabeza explosiva es desconocido, aunque algunos médicos han reportado una relación con el estrés. La condición puede desarrollarse en cualquier momento de la vida y son las mujeres quienes tienen más probabilidad de padecerlo. Los ataques pueden ser eventos únicos o ser recurrentes.
El mecanismo por el cual funciona también es desconocido, aunque varias posibilidades han sido sugeridas, estás son (pero no están limitadas a):
- El resultado de un movimiento repentino de un componente del oído medio o de la trompa de Eustaquio
- El resultado de un ataque menor en el lóbulo temporal donde se encuentran las células nerviosas para la audición
- El resultado de alguna patología del oído
- El resultado de procesamiento de atención aberrante durante el ciclo de sueño-despertar
- Precursor de migrañas de aura, *El resultado de mutaciones genéticas que resultan en disfunción transitoria de los canales de calcio.[2][3]

Electroencefalogramas tomados durante ataques registraron actividad inusual solo en algunos pacientes y han descartado ataques epilépticos como la causa.
Sin embargo, cualquiera que sea el mecanismo, parece ser que el síndrome de la cabeza explosiva es un fenómeno real y no es causado por disturbios psicológicos. Es considerado médicamente inofensivo, a pesar de que es generalmente angustioso de experimentar.

## Tratamiento
Hasta 2018, no se habían realizado ensayos clínicos para determinar qué tratamientos son seguros y efectivos; Se han publicado algunos informes de casos que describen el tratamiento de un pequeño número de personas (de dos a doce por informe) con clomipramina , flunarizina , nifedipina , topiramato , carbamazepina . Los estudios sugieren que la educación y la tranquilidad pueden reducir la frecuencia de los episodios de EHS. Existe alguna evidencia de que las personas con EHS rara vez informan los episodios a los profesionales médicos.

## Otros fenómenos del sueño
- Terror nocturno
- Bruxismo
- Sonambulismo
- Somniloquía